# (342842) 2008 YB3
(342842) 2008 YB3 ist ein Planetoid, der am 18. Dezember 2008 im Rahmen des Projekts Siding Spring Survey entdeckt wurde und zur Gruppe der Zentauren gehört. Der Asteroid läuft auf einer mäßig exzentrischen Bahn in fast 40 Jahren um die Sonne. Die Bahnexzentrizität seiner Bahn beträgt 0,44, wobei diese 105° gegen die Ekliptik geneigt ist, so dass er eine retrograde Umlaufbahn aufweist.
Es wird vermutet, dass der große retrograde Zentaur (342842) 2008 YB3 ebenso wie die beiden Zentauren (468861) 2013 LU28 und 2011 MM4 ein Besucher aus der Oort’schen Wolke ist.